# Dick Beebe
Dick Beebe, właśc. Richard Beebe (ur. 11 października 1954, zm. 6 lipca 2008 w Nowym Jorku) – amerykański scenarzysta filmowy.
Jest głównie kojarzony z filmami horrorowymi: Księgą cieni – sequelem kultowego Blair Witch Project, Domem na Przeklętym Wzgórzu, będącym remakiem klasycznego dreszczowca pod tym samym tytułem z lat pięćdziesiątych, czy odcinkami groteskowego serialu Opowieści z krypty.
W roku 2001 Beebe, Joe Berlinger, Daniel Myrick i Eduardo Sánchez zdobyli nominację do antynagrody Złotej Maliny za scenariusz do filmu Księga cieni: Blair Witch 2.